# Vals en si menor, op. 69, núm. 2 (Chopin)
El Vals en si menor, op. 69, núm. 2 va ser compost per Frédéric Chopin l'any 1829, encara que fou publicat pòstumament el 1852. El tema principal està en la tonalitat de si menor i té la indicació de tempo Moderato. És una de diverses obres que el compositor esperava que fossin cremades després de la seva mort.
La peça és en gran part malenconiosa amb canvis a si major i un retorn al tema original. Tècnicament no és exigent i és una de les peces més conegudes de Chopin.